# Cissus gardneri
Cissus gardneri är en vinväxtart som beskrevs av Thw.. Cissus gardneri ingår i släktet Cissus och familjen vinväxter. Inga underarter finns listade i Catalogue of Life.